# Johannes Norrby (teolog)
Carl Johannes Norrby, född 16 maj 1870 i Visby, död 26 februari 1936  i Stockholm, var en svensk präst. Han var brorson till Carl Norrby, kusin till Ida Norrby samt far till Johannes, Samuel och Gunnar Norrby.
Norrby avlade dimissionsexamen i Uppsala 1893, blev kyrkoherde i Lovö socken 1904, slottspastor vid Drottningholms slottskapell, extra ordinarie hovpredikant 1905, föreståndare för Ersta diakonissanstalt 1910 samt teologie doktor i Uppsala 1927. Norrby författade förutom flera mycket spridda uppbyggelseböcker flera skrifter om kyrklig diakoni såsom Minnesblad från diakonissanstalten i Stockholm 1851–1926 (1926). Han är begravd på Sandsborgskyrkogården i Stockholm.